# غاري صندجرين
غاري صندجرين (بالسويدية: Gary Sundgren)‏ هو لاعب كرة قدم سويدي في مركز الوسط، ولد في 25 أكتوبر 1967 في فاملا في فنلندا. شارك مع منتخب السويد لكرة القدم. أما مع النوادي، فقد لعب مع أيك سولنا وريال سرقسطة.

## وصلات خارجية
- غاري صندجرين على موقع الاتحاد الدولي (مؤرشف)  (الإنجليزية)
- غاري صندجرين على موقع قاعدة بيانات كرة القدم.إي يو (الإنجليزية)
- غاري صندجرين على موقع ناشيونال فوتبول تيمز (الإنجليزية)
- غاري صندجرين على موقع Soccerway.com (الإنجليزية)